# Фабіу Сілва
Фабіу Даніель Суаріш Сілва (порт. Fábio Daniel Soares Silva, нар. 19 липня 2002, Гондомар, Португалія) — португальський футболіст, нападник англійського клубу «Вулвергемптон Вондерерз» та молодіжної збірної Португалії.
На правах оренди грає у нідерландському ПСВ.

## Ігрова кар'єра

### Клубна
Фабіу Сілва народився у передмісті Порту і займатися футболом почав в академії місцевого клубу. Два роки футболіст провів у стані «Бенфіки»⁣, але у 2017 році знову повернувся до «Порту». У серпні 2019 року Сілва дебютував у португальській Прімейрі.
Вже через рік, у вересні 2020 року футболіст перейшов до англійського «Вулвергемптон Вондерерз». Сума трансфера склала 35 млн фунтів і стала рекордною для англійського клуба. 17 вересня у кубковому матчі проти «Сток Сіті» відбувся дебют Сілви у новій команді. 21 грудня 2020 року Сілва забив перший гол в Англії та тим самим у свої 18 років і 155 днів став наймолодшим автором голу «Вулвергемптона» у Прем'єр-лізі.
Влітку 2022 року Сілва був відданий в оренду у бельгійський «Андерлехт» до кінця сезону. Та в січні 2023 року орендний договір було розірвано і футболіст відправився в оренду у нідерландський ПСВ. З яким влітку 2023 року виграв Кубок Нідерландів. Сам Сілва у фіналі забив вирішальний пенальті у післяматчевій серії.

### Збірна
З 2017 року Фабіу Сілва захищає кольори Португалії у складі юнацьких збірних. У вересні 2021 року нападник дебютував у молодіжній збірній Португалії.

## Титули
Порту
 Чемпіон Португалії: 2019/20
 Переможець Кубка Португалії: 2019/20
 Переможець Юнацької ліги УЄФА: 2018/19
ПСВ
 Переможець Кубка Нідерландів: 2022/23

## Особисте життя
Батько Фабіу, Жоржі Сілва — також в минулому професійний футболіст, який грав на позиції опорного півзахисника і вигравав чемпіонат Португалії 2000/01 років у складі «Боавішти».